# Victor Legley
Victor Legley (Hazebroek, Frans-Vlaanderen, 18 juni 1915 - Oostende, 28 november 1994) was een Belgisch componist, muziekpedagoog en altviolist.

## Levensloop
Legley werd in Frans-Vlaanderen geboren, maar had (Belgisch-) Vlaamse ouders. Zijn eerste muzieklessen - altviool, harmonie en contrapunt volgde hij in Ieper bij Lionel Blomme. Hij studeerde vervolgens vanaf 1935 altviool, kamermuziek, contrapunt en fuga aan het Koninklijke Muziekconservatorium van Brussel bij Raymond Moulaert, Léon Jongen, François Broos en Maurice Dambois. Hij voltooide die studie met vier eerste prijzen.
Van 1936 tot 1948 werkte hij als altviolist in het Symfonieorkest van het N.I.R.. Aangemoedigd door zijn collega altviolist Gérard Ruymen volgde hij van 1941 tot 1943 lessen compositie bij Jean Absil. Hij sloot deze studie af met een Tweede Prix de Rome. Na de oorlog speelde hij in het Orkest van de Muntschouwburg en het Kwartet Déclin. In 1947 verliet hij het orkest om tot in 1976 verschillende functies bij de Belgische omroep (N.I.R., later BRT) te bekleden.
Naast zijn werk voor radio en televisie was hij van 1948 tot 1950 hij leraar aan het Stedelijk Conservatorium te Leuven. In 1949 werd hij benoemd tot professor harmonie aan het Koninklijke Muziekconservatorium van Brussel en in 1956 tot professor compositie en muziekanalyse aan de Muziekkapel Koningin Elisabeth. In 1987 ontving hij een eredoctoraat van de Vrije Universiteit van Brussel.
In 1980 werd Victor Legley gekozen tot voorzitter van de Belgische Auteursvereniging SABAM en hij vervulde deze functie tot 1992. Ook was hij van 1986 tot 1990 voorzitter van de Unie van Belgische Componisten. Legley schreef verschillende Mededelingen van de Koninklijke Academie voor Wetenschappen, Letteren en Schonen Kunsten van België.
Ook als Jurylid en voorzitter van verschillende internationale wedstrijden, zoals de Koningin Elisabethwedstrijd, het Concours International de Chant Lyrique'de Verviers en de Internationale Pianowedstrijd Bösendorfer-Empire was hij zeer gezien.
In 1986 werd hij onderscheiden als grootofficier van de Leopoldsorde.

## Composities
Het oeuvre van Victor Legley telt 124 opusnummers, waaronder acht symfonieën, diverse concerti, strijkkwarteten, liedbundels en één opera.

### Werken voor orkest
- 1941 Symfonische variaties op een oud Vlaams lied, op. 6
- 1942 Eerste Symfonie, op. 10
- 1944 Concert à treize voor kamerorkest, op. 17
- 1944 Suite voor orkest, op. 18
- 1946 Musique pour une tragédie grecque voor orkest, op. 24
- 1946 Miniatuursymfonie voor orkest, op. 25
- 1947 Eerste Concerto voor viool en orkest, op. 27
- 1947 Tweede Symfonie, op. 29
- 1947 De gouden rivier voor orkest, op. 30
- 1950 De boer die sterft voor recitanten en orkest, op. 34 - tekst: Karel van de Woestijne
- 1952-1959 Concerto voor piano en orkest, op. 39
- 1952 Divertimento voor orkest, op. 41
- 1953 Derde Symfonie, op. 42
- 1954 Le bal des halles, op. 43
- 1954 Kleine Carnavalouverture
- 1956 Concertino voor pauken en orkest, op. 49
- 1957 Serenade voor strijkorkest, op. 44/2
- 1958 De stalen kathedraal, op. 52
- 1958 La cathédrale d'acier - De Stalen Kathedraal voor orkest, op. 52
- 1958 Ouverture pour une Comédie de Carlo Goldoni, op. 53
- 1960 Trois pièces voor kamerorkest, op. 57
- 1964 Diptyque, voor orkest, op. 60
- 1964 Vierde Symfonie, op. 61
- 1965 Vijfde Symfonie, op. 64
- 1966 Concerto voor harp en orkest, op. 66
- 1966 Tweede Concerto voor viool en orkest, op. 67
- 1969 Prelude voor een ballet, op. 75
- 1970 Espaces voor strijkorkest, op. 77
- 1971 Concerto voor altviool en orkest, op. 78
- 1976 Concert d'automne voor altsaxofoon en orkest, op. 85
- 1976 Concerto grosso voor viool, altsaxofoon en strijkorkest, op. 87
- 1976 Zesde Symfonie - Ypriana, op. 88
- 1977 Before endeavours fade, op. 92
- 1979 Feestouverture voor symfonisch en jazzorkest, op. 94
- 1982 Concerto voor hobo en strijkorkest, op. 100
- 1984 Concerto voor cello en orkest, op. 102
- 1988 Musique pour les temps qui passent, op. 111
- 1989 Automne - Herfst, op. 113
- 1990 Derde Concerto voor viool en orkest, op. 115
- 1993 Achtste Symfonie, op. 121

### Werken voor harmonieorkest en brassband
- 1977 Le Bal des Halles voor harmonieorkest, op. 43/b
- 1979 Before Endeavours fade, op. 92/b
- 1979 Hommage à Jean Absil voor saxofoonkwartet en harmonieorkest, op. 97
- 1979 Volharden voor brassband, op. 98
- 1980 Triptiek voor brassband, op. 99
- 1986 Paradise Regained, op. 70/b
- 1988 Zevende Symfonie voor groot harmonieorkest, op. 112
  1. Quasi adagio, dolcissimo e molto sostenuto
  2. Allegro-scherzando
  3. Quasi adagio
  4. Finale
- 1990-1991 Petite Introduction pour une Fête Royale
- Fanfare J(eunesses) M(usicales)

### Toneelwerken
- 1943 Ulixes' voorbijvaart, cantate
- 1959-1963 La farce des deux nues - De cluyte van de twee naakten of de mooie onbekende, opera, op. 59

### Kamermuziek
- 1941 Eerste Strijkkwartet, op. 5
- 1942 Trio voor hobo, klarinet en fagot, op. 11
- 1942 Sonate voor viool en piano, op. 12
- 1943 Sonate voor altviool en piano, op. 13
- 1944 Elegisch lied, op. 7
- 1944 Kwartet voor 4 fluiten, op. 14
- 1944 Kwartet voor 4 celli, op. 16
- 1945 Sextet voor fluit, hobo, klarinet, fagot, hoorn en piano, op. 19
- 1945 Sonate voor cello en piano, op. 20
- 1947 Tweede Strijkkwartet, op. 28
- 1948 Middagmuziek voor 9 instrumenten, op. 33
- 1952 Sonate voor klarinet en piano, op. 40/3
- 1953 Sonate voor trompet en piano, op. 40/6
- 1954 Serenade voor 2 violen en piano, op. 44/1
- 1956 Burleske voor viool en piano, op. 48
- 1956 Derde Strijkkwartet, op. 50
- 1957 Serenade (Musique de vacances) voor fluit, viool en cello, op. 44/3
- 1957 Poème d'été voor viool en piano, op. 51/1
- 1958 Poème du printemps voor altviool en piano, op. 51/2
- 1958 Cinq miniatures voor saxofoonkwartet, op. 54
- 1959 Trio voor fluit, altviool en gitaar, op. 55
- 1963 Vierde Strijkkwartet, op. 56
- 1961 Blazerskwintet voor fluit, hobo, klarinet, fagot en hoorn, op. 58
- 1964 Cinq Pièces voor gitaar, op. 62
- 1965 9 Aforismes voor 2 trompetten, hoorn, trombone en tuba, op. 65
- 1967 Rapsodie voor trompet en piano, op. 69
- 1969 Trois mouvements voor koperblazers en slagwerk, op. 76
- 1970-1971 Esquisses voor strijkkwartet, op. 79
- 1973 Pianokwartet voor strijktrio en piano, op. 81/1
- 1973 Pianotrio voor viool, cello en piano, op. 81/2
- 1973 Strijktrio voor viool, altviool en cello, op. 81/3
- 1975 Vier ballades voor viool/altviool/cello/contrabas en piano, op. 86
- 1977 Het genoeglijke strijkkwartet voor strijkkwartet, op. 91
- 1977 Parade I voor 4 klarinetten, op. 93/1
- 1978 Parade II voor 6 saxofoons, op. 93/2
- 1981 Parade III voor 4 hoorns, op. 93/3
- 1983 Duo voor viool en cello, op. 101
- 1984 Divertimento voor houtblazersensemble, op. 104
- 1985 Caractères voor altviool en gitaar, op. 106
- 1986 Suite in re voor klavecimbel, op. 108
- 1986 Deux pièces voor accordeon, op. 109
- 1989 4 Miniatures voor cello en piano, op. 114
- 1990 Vijfde Strijkkwartet, op. 116
- 1990 Mélodie voor trombone en piano, op. 117
- 1991 4 Miniaturen voor altviool solo, op. 118
- 1991 Romance voor viool en piano, op. 120
- 1993 Drie-meisjes-sonate voor viool en piano, op. 122
- 1994 Sonate voor viool solo, op. 123

### Werken voor gitaar
- 1964 Cinq pièces, op. 62
- 1977 Quatre esquisses, op. 89
- 1979 Trois esquisses, op. 95
- 1980 Intermezzo, op. 96/2

### Werken voor harp
- 1968-1972 Twee suites, op. 72

### Werken voor orgel
- 1947 Sonate voor orgel, op. 35

### Werken voor piano
- 1946 Eerste pianosonate, op. 23
- 1954 Cinq portraits, op. 46
- 1966 Muziek voor twee piano's, op. 68
- 1968 Trois Marches, op. 74
- 1974 Brindilles, op. 80
- 1974 Tweede pianosonate, op. 84/1
- 1977 Derde pianosonate, op. 84/2
- 1979 Intermezzo, op. 96/1
- 1985 Vierde pianosonate, op. 107
- 1991 Voor Isar, op. 119

### Koormuziek
- 1951 De gevallen vriend voor gemengd dubbel koor a capella, op. 37 - tekst: Jos De Haes
- 1974 La Terra e la morte voor vrouwenkoor a capella en sopraansolo, op. 83 - tekst: Cesare Pavese

### Vocaalmuziek met orkest of instrumenten
- 1944 Cinq mélodies françaises voor alt en piano, op. 15
- 1945 La lettre voor stem en piano
- 1945 The Veil voor stem en strijkkwartet, op. 21
- 1945 La course au cachets - Struggle for life voor tenor, koor en orkest, op. 22
- 1946 Paradise regained voor stem en strijkkwartet, op. 26
- 1948 Het gevecht met het hart voor tenor en piano, op. 32 - tekst: Marcel Coole
- 1948 Nachtvaart voor stem en piano
- 1950 Cantique spirituel voor vier vrouwenstemmen en piano, op. 36 - tekst: René Ménard
- 1951 Sept haï-kaï de Kyo Murakami voor sopraan en strijkkwartet, op. 38 - tekst: Kyo Murakami
- 1954 Migration des âmes voor stem en piano, op. 45
- 1955 Brieven uit Portugal voor stem en piano, op. 47
- 1965 Zeng voor sopraan en strijkkwartet, op. 63 - tekst: Jos Vandeloo
- 1967 Azul sin casa voor sopraan en piano, op. 71
- 1968 Poèmes engagés et dégagés voor bariton en piano, op. 73
- 1972 Drie Zuid-Afrikaanse liederen voor stem en piano, op. 79
- 1973 Mythologies voor sopraan en piano, op. 82
- 1975 Mijn gegeven woord voor mezzosopraan en piano, op. 90
- 1984 Twee liederen op tekst van Alice Nahon voor sopraan en piano, op. 103
- 1985 7 Maçonnieke liederen voor bariton en piano, op. 105
- 1987 Kleine triptiek voor stem en piano, op. 110
- 1994 Björn voor stem en strijkkwartet, op. 124

## Publicaties
- Muziek en Radio, 1967.
- Muziek en Traditie, 1974.
- Hedendaagsed Muziek, 1976.
- Muziek en Propaganda, 1978.